# 伊東秀彦
伊東 秀彦（いとう ひでひこ）は、日本の美容師、美容教育者。山梨県出身。山梨高等美容学校卒業。美容室「PEEK-A-BOO」のアートディレクターであり、原宿ハラカド店の代表を務める。40年以上にわたりサロンワーク、教育、作品制作に携わり、日本の美容業界において高い評価を受けている。正確なカット理論と精密な技術に定評があり、一般顧客のみならず美容師からの支持も厚い。。

## 経歴
1981年に川島文夫に師事し、PEEK-A-BOOに入社。以降、サロンワークを中心に、撮影、広告、国内外のヘアショー、セミナーなど幅広く活動している。2001年にJapan Hairdressing Awards（JHA）グランプリ、2002年に同準グランプリを受賞。2017年には著書『クリエイションとサロンワークをつなぐツーセクションカット』を発表した。また、PEEK-A-BOO ACADEMYの講師としても活動し、後進の育成にも力を注いでいる。

## 活動
PEEK-A-BOOの創作部門の中核を担い、ヘアショーや専門誌での撮影、全国各地でのセミナーなど多岐にわたる活動を展開。キャリア初期から数多くの業界誌や美容専門メディアに作品を発表し、サロンスタイルからクリエイティブ作品まで幅広い表現を追求してきた。
また、PEEK-A-BOOの国内外における技術発信の先駆けとして、アジアやヨーロッパ各国で開催されたヘアショーやイベントにも多数出演。ブランドを代表する技術者の一人として、海外セミナーや技術交流の場にも継続的に参加している。
2020年には、デジタルアート集団「teamLab」が手がける「teamLab Borderless」にて開催されたIFING主催のイベント「TOKIO STARS @ teamLab Borderless」に出演。PEEK-A-BOOを代表して伊東秀彦が登壇し、デジタル空間との融合を意識したクリエイティブなヘア表現とスタイリングを披露した。衣装やメイク、演出はすべてサロンチームが手がけ、サステナブル素材や立体構造の衣装デザインなど、実験的かつ芸術的なアプローチで注目を集めた。
提唱する「ツーセクションカット（2セクションカット）」は、構造的なスタイル構築と似合わせの技術を融合させた独自の技法であり、実用性と創造性を兼ね備えた理論として多くのサロンや教育現場で採用されている。技術指導においても定評があり、後進の育成にも積極的に取り組んでいる。
約40年にわたり第一線で活動を続け、「現場で培った技術こそがすべての基盤」との信念のもと、サロンワーク・教育・創作の三軸において業界に貢献し続けている。

## 受賞歴

### Japan Hairdressing Awards[2]
- 1995年、1996年 大賞部門 最終ノミネート
- 1999年 RISING STAR OF THE YEAR（ライジングスター賞）優秀賞

- 2001年 JAPAN HAIRDRESSER OF THE YEAR（大賞）グランプリ
- 2002年 JAPAN HAIRDRESSER OF THE YEAR（大賞）準グランプリ

### KAMI CHARISMA AWARD[6]
- KAMI CHARISMA AWARD 2020　2つ星受賞
- KAMI CHARISMA AWARD 2021　2つ星受賞
- KAMI CHARISMA AWARD 2022　2つ星受賞
- KAMI CHARISMA AWARD 2023　1つ星受賞
- KAMI CHARISMA AWARD 2024　1つ星受賞
- KAMI CHARISMA AWARD 2025　1つ星受賞

## 審査員
- Japan Hairdressing Awards　2020[7]
- UNITED DANKS CONTEST「フォト部門」[8]
- 2019 Be-STAFFフォトコンテスト「COLOR OF PHOTO」[9]

## メディア掲載(一部)
- IZANAGI（イザナギ）[10]
- 月刊『HAIRMODE』 2015年１月号 No.658[11]
- 月刊『BOB』2014年6月号[12]
- PREPPY 2020年4月号[13]

## 著書
- 『Base Cut Bible vol.4 マッシュルームライン』新美容出版、2012年 ISBN 978-4880303482
- 『クリエイションとサロンワークをつなぐツーセクションカット』ヘアモード社、2017年 ISBN 978-4906941537